# 聖胡安島

聖胡安島位於聖胡安群島的位置

聖胡安島（San Juan Island）位於美國華盛頓州聖胡安群島，面積142.6平方公里，人口約6,900人。聖胡安縣的縣治星期五港位於島上。